# Senior PGA Tour 1983
De Senior PGA Tour 1983 was het 4de seizoen van de Senior PGA Tour dat in 2003 vernoemd werd tot de Champions Tour. Het seizoen begon met de Greater Daytona Senior Classic, in maart, en eindigde met het Boca Grove Seniors Classic, in december. Er stonden zestien toernooien op de agenda waaronder twee majors.

## Kalender
| Data  | Data  | Toernooi                                       | Stad                               | Winnaar       | Score | Score | Info                                       |
| ----- | ----- | ---------------------------------------------- | ---------------------------------- | ------------- | ----- | ----- | ------------------------------------------ |
| 18-03 | 20-03 | Greater Daytona Senior Classic                 | Daytona Beach, Florida             | Gene Littler  | 203   | –13   | Nieuw toernooi                             |
| 20-05 | 22-05 | Hall of Fame Tournament                        | Pinehurst, North Carolina          | Rod Funseth R | 198   | –18   | Nieuw toernooi                             |
| 03-06 | 05-06 | Gatlin Brothers Seniors Golf Classic           | Sparks, Nevada                     | Don January   | 208   | –8    | Nieuw toernooi                             |
| 09-06 | 12-06 | Senior Tournament Players Championship         | Beachwood, Ohio                    | Miller Barber | 278   | –10   | Nieuw toernooi                             |
| 23-06 | 26-06 | Peter Jacksons Champions                       | Canada                             | Don January   | 274   | –10   |                                            |
| 30-06 | 03-07 | Marlboro Classic                               | Concord, Massachusetts             | Don January   | 273   | –11   |                                            |
| 07-07 | 10-07 | Greater Syracuse Senior's Pro Classic          | Syracuse, New York                 | Gene Littler  | 275   | –9    |                                            |
| 15-07 | 17-07 | Merrill Lynch/Golf Digest Commemorative Pro-Am | Newport, Rhode Island              | Miller Barber | 200   | –16   |                                            |
| 22-07 | 25-07 | US Senior Open                                 | Chaska, Minnesota                  | Billy Casper  | 288   | +4    |                                            |
| 18-08 | 21-08 | Denver Post Champions of Golf                  | Denver, Colorado                   | Don January   | 271   | –17   |                                            |
| 01-09 | 04-09 | Citizens Union Senior Golf Classic             | Lexington, Kentucky                | Don January   | 269   | –19   | Nieuw toernooi                             |
| 22-08 | 25-08 | World Seniors Invitational                     | Charlotte, North Carolina          | Doug Sanders  | 283   | –5    | Nieuw toernooi Eerste Senior PGA Tour-zege |
| 30-09 | 02-10 | United Virginia Bank Seniors                   | Manakin-Sabot, Virginia            | Miller Barber | 211   | –5    | Nieuw toernooi                             |
| 13-10 | 16-10 | Suntree Classic                                | Melbourne, Florida                 | Don January   | 274   | –14   |                                            |
| 20-10 | 23-10 | Hilton Head Seniors International              | Hilton Head Island, South Carolina | Miller Barber | 281   | –7    |                                            |
| 01-12 | 04-12 | Boca Grove Seniors Classic                     | Boca Raton, Florida                | Arnold Palmer | 271   | –17   | Nieuw toernooi                             |

| Majors |  | po = winnaar na play-off |  | R = rookie of seizoensdebuut |